# John Simmons (1823-1876)
Pour les articles homonymes, voir Simmons.

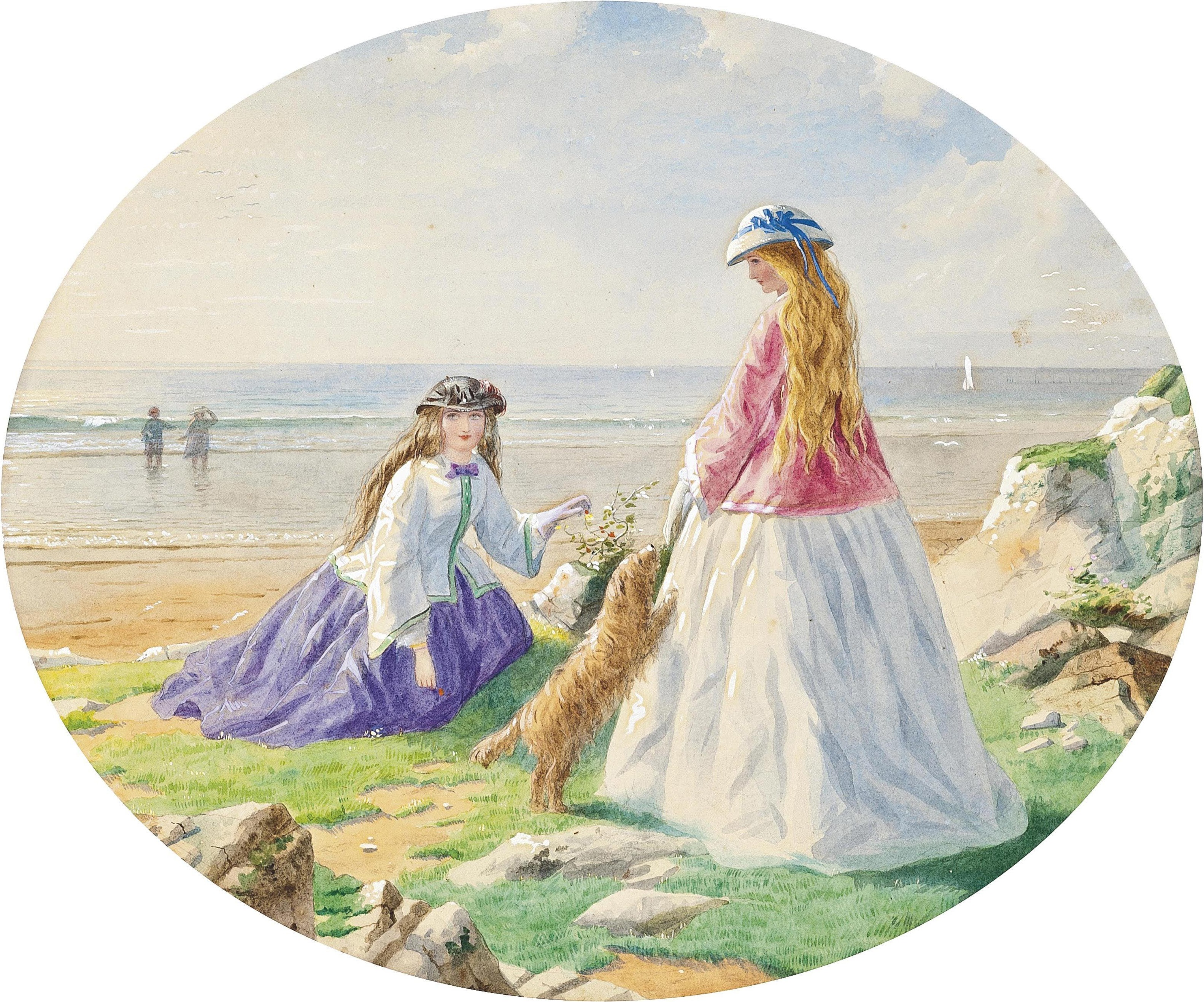
A day out on the seashore

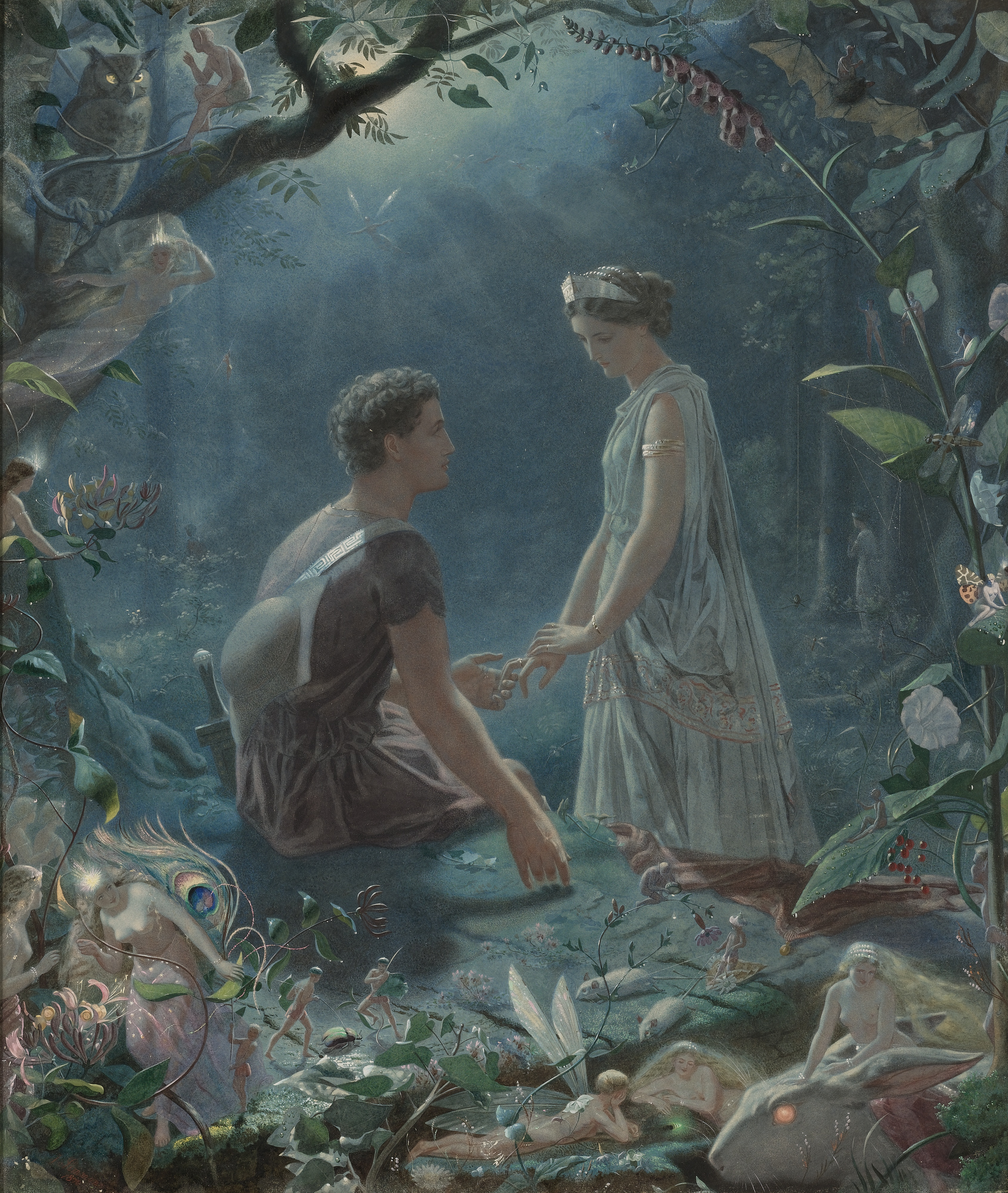
Hermia and Lysander. A Midsummer Night's Dream (1870)

John Simmons (1823 - 1876) est un peintre anglais surtout connu pour ses peintures féeriques mettant en scène des êtres nus,, illustrant souvent des œuvres littéraires de Shakespeare ou d'autres (comme ses illustrations pour Le Songe d'une nuit d'été). Il était l'un des artistes de l'époque victorienne les plus populaires parmi ceux ayant créé le genre féerique. 
Simmons a vécu à Bristol. 
Il a été élu membre de la Bristol Academy of the Fine Arts. 
Il est mort en novembre 1876 et est enterré au Arnos Vale Cemetery (en).